# Vince Vieluf
Vincent Ernest Vieluf (Joliet, Illinois, 10. studenog 1970.), američki glumac.

## Vanjske poveznice
- Vince Vieluf u internetskoj bazi filmova IMDb-u (engl.)